# حادثه‌خیزی
حادثه‌خیزی یا مستعد حادثه بودن (به انگلیسی: Accident-proneness)، این ایده است که برخی افراد نسبت به دیگران استعداد بیشتری برای رخ دادن سانحه تصادف مانند تصادف رانندگی و آسیب صنعتی دارند. این موضوع، ممکن است به عنوان دلیلی برای رد هر گونه بیمه برای چنین افرادی استفاده شود.